# Чемпіонат Китаю з футболу 2018
Китайська Суперліга 2018 — 59-й сезон найвищого рівня футбольних дивізіонів Китаю. Чемпіоном вперше у своїй історії став Шанхай СІПГ.

## Особливості сезону
Правила щодо легіонерів і місцевих гравців U-23 продовжували змінюватись у цьому сезоні. Як мінімум один місцевий гравець віком до 23 років (народжений 1 січня 1995 року або пізніше) повинен бути в стартовому складі, як і в сезоні 2017 року. Однак два правила щодо легіонерів змінилися: кількість іноземних гравців у заявці клубу було зменшено з п’яти до чотирьох і загальна їх кількість на контракті з клубом у сезоні було зменшено з семи до шести. Крім того, було запроваджено нове правило, яке стосується як легіонерів, так і місцевих гравців U-23: загальна кількість іноземних гравців, які брали участь у матчах, не повинна була перевищувати загальну кількість місцевих гравців U-23. Гравці з країн АФК більше не мали переваги, але клуби могли зареєструвати одного ненатуралізованого гравця з Футбольної асоціації Гонконгу, Футбольної асоціації Макао або Футбольної асоціації Китайського Тайпею (крім воротарів) як місцевого гравця. Згідно рішення Китайської футбольної асоціації, ненатуралізований гравець — це гравець, який вперше був зареєстрований як професійний футболіст у одній із трьох вище зазначених футбольних асоціацій. Для ще більшої складності щодо ненатуралізованих гравців, гравці з Гонконгу та Макао повинні бути власниками паспортів Гонконгу або Макао, а гравці з Тайваню мають бути громадянами Тайваню. У серпні правила щодо місцевих гравців U-23 були послаблена через Азійські ігри 2018.

## Турнірна таблиця
| Поз | Команда                   | І  | В  | Н  | П  | ГЗ | ГП | РГ  | О  | Кваліфікація або пониження      |
| --- | ------------------------- | -- | -- | -- | -- | -- | -- | --- | -- | ------------------------------- |
| 1   | Шанхай СІПГ (C)           | 30 | 21 | 5  | 4  | 77 | 33 | +44 | 68 | Вихід у Лігу чемпіонів АФК 2019 |
| 2   | Гуанчжоу Евергранд Таобао | 30 | 20 | 3  | 7  | 82 | 36 | +46 | 63 | Вихід у Лігу чемпіонів АФК 2019 |
| 3   | Шаньдун Лунен Тайшань     | 30 | 17 | 7  | 6  | 57 | 39 | +18 | 58 | Вихід у Лігу чемпіонів АФК 2019 |
| 4   | Бейцзін Сінобо Гоань      | 30 | 15 | 8  | 7  | 64 | 45 | +19 | 53 | Вихід у Лігу чемпіонів АФК 2019 |
| 5   | Цзянсу Сунін              | 30 | 13 | 9  | 8  | 48 | 33 | +15 | 48 |                                 |
| 6   | Хебей Чайна Форчун        | 30 | 10 | 9  | 11 | 46 | 50 | −4  | 39 |                                 |
| 7   | Шанхай Грінланд Шеньхуа   | 30 | 10 | 8  | 12 | 44 | 53 | −9  | 38 |                                 |
| 8   | Бейцзін Женьхе            | 30 | 9  | 10 | 11 | 33 | 46 | −13 | 37 |                                 |
| 9   | Тяньцзінь Цюаньцзянь      | 30 | 9  | 9  | 12 | 41 | 48 | −7  | 36 |                                 |
| 10  | Гуанчжоу R&F              | 30 | 10 | 6  | 14 | 49 | 61 | −12 | 36 |                                 |
| 11  | Далянь Їфан               | 30 | 10 | 5  | 15 | 37 | 57 | −20 | 35 |                                 |
| 12  | Хенань Цзяньє             | 30 | 10 | 4  | 16 | 30 | 45 | −15 | 34 |                                 |
| 13  | Чунцін Дандай Ліфань      | 30 | 8  | 8  | 14 | 40 | 46 | −6  | 32 |                                 |
| 14  | Тяньцзінь Теда            | 30 | 8  | 8  | 14 | 41 | 54 | −13 | 32 |                                 |
| 15  | Чанчунь Ятай (R)          | 30 | 8  | 8  | 14 | 45 | 56 | −11 | 32 | Виліт до Першої ліги            |
| 16  | Гуйчжоу Хенфен (R)        | 30 | 7  | 3  | 20 | 34 | 66 | −32 | 24 | Виліт до Першої ліги            |

1. ↑  Бейцзін Сінобо Гоань кваліфікувався до Ліги чемпіонів АФК 2019 як володар Кубок Китаю 2018.

## Результати
| Команда                   | БеЖ | БеС | Чан | Чун | Дал | ГуЕ | ГуR | Гуй | Хеб | Хен | Цзя | ШаЛ | ШаШ | ШаС | ТяЦ | ТяТ |
| ------------------------- | --- | --- | --- | --- | --- | --- | --- | --- | --- | --- | --- | --- | --- | --- | --- | --- |
| Бейцзін Женьхе            | —   | 3–0 | 1–3 | 1–1 | 3–1 | 2–0 | 0–0 | 2–1 | 0–2 | 1–0 | 0–2 | 0–0 | 0–2 | 1–5 | 3–3 | 1–0 |
| Бейцзін Сінобо Гоань      | 4–0 | —   | 1–1 | 2–1 | 5–2 | 2–2 | 2–2 | 4–3 | 6–3 | 2–1 | 3–1 | 1–1 | 3–1 | 0–1 | 3–2 | 1–1 |
| Чанчунь Ятай              | 1–1 | 0–2 | —   | 1–2 | 3–0 | 3–2 | 1–2 | 3–0 | 2–2 | 3–0 | 2–5 | 1–2 | 1–1 | 2–1 | 2–2 | 0–1 |
| Чунцін Дандай Ліфань      | 1–0 | 3–3 | 1–2 | —   | 1–1 | 2–0 | 0–1 | 3–4 | 4–4 | 1–0 | 4–1 | 0–2 | 0–1 | 2–3 | 0–1 | 1–1 |
| Далянь Їфан               | 1–2 | 0–3 | 2–0 | 2–2 | —   | 3–0 | 3–0 | 2–1 | 0–0 | 2–1 | 3–1 | 4–3 | 2–1 | 1–0 | 1–1 | 2–3 |
| Гуанчжоу Евергранд Таобао | 6–1 | 1–0 | 5–0 | 5–0 | 3–0 | —   | 4–5 | 4–0 | 2–2 | 1–0 | 1–0 | 1–0 | 2–1 | 4–5 | 5–0 | 5–1 |
| Гуанчжоу R&F              | 4–1 | 0–3 | 5–2 | 1–1 | 2–0 | 2–4 | —   | 1–1 | 2–1 | 1–1 | 0–2 | 2–4 | 4–2 | 2–5 | 2–6 | 2–0 |
| Гуйчжоу Хенфен            | 1–1 | 3–2 | 2–5 | 1–0 | 3–0 | 0–3 | 0–2 | —   | 2–3 | 1–2 | 1–3 | 3–1 | 0–1 | 1–1 | 0–1 | 1–0 |
| Хебей Чайна Форчун        | 0–0 | 2–1 | 2–1 | 2–1 | 3–2 | 0–3 | 2–2 | 1–0 | —   | 0–1 | 0–0 | 1–2 | 4–1 | 1–1 | 2–0 | 1–2 |
| Хенань Цзяньє             | 1–0 | 2–0 | 1–1 | 0–2 | 1–1 | 0–5 | 2–0 | 4–0 | 2–0 | —   | 0–1 | 1–4 | 2–2 | 1–2 | 0–4 | 1–0 |
| Цзянсу Сунін              | 0–0 | 1–2 | 2–0 | 0–0 | 1–0 | 2–3 | 2–0 | 3–1 | 3–1 | 4–0 | —   | 1–1 | 5–1 | 0–0 | 1–1 | 2–1 |
| Шаньдун Лунен Тайшань     | 1–1 | 3–0 | 2–0 | 2–0 | 2–0 | 1–4 | 2–1 | 0–2 | 3–1 | 2–1 | 3–2 | —   | 3–1 | 1–1 | 3–2 | 2–0 |
| Шанхай Грінланд Шеньхуа   | 1–3 | 2–2 | 1–1 | 2–1 | 1–0 | 2–2 | 3–1 | 3–1 | 4–2 | 0–2 | 1–1 | 2–2 | —   | 0–2 | 1–1 | 1–0 |
| Шанхай СІПГ               | 2–1 | 1–2 | 3–1 | 2–1 | 8–0 | 2–1 | 3–1 | 5–0 | 2–0 | 2–1 | 2–0 | 4–2 | 2–0 | —   | 4–1 | 1–1 |
| Тяньцзінь Цюаньцзянь      | 1–2 | 0–0 | 2–0 | 0–3 | 0–1 | 0–1 | 2–1 | 1–0 | 0–3 | 1–2 | 1–1 | 1–1 | 2–1 | 3–2 | —   | 0–0 |
| Тяньцзінь Теда            | 2–2 | 2–5 | 3–3 | 1–2 | 3–1 | 0–3 | 2–1 | 5–1 | 1–1 | 2–0 | 1–1 | 1–2 | 2–4 | 2–5 | 3–2 | —   |

## Бомбардири
| Поз | Гравець        | Клуб                  | Голи |
| --- | -------------- | --------------------- | ---- |
| 1   | У Лей          | Шанхай СІПГ           | 27   |
| 2   | Одіон Ігало    | Чанчунь Ятай          | 21   |
| 3   | Еран Захаві    | Гуанчжоу R&F          | 20   |
| 4   | Седрік Бакамбу | Бейцзін Сінобо Гоань  | 19   |
| 5   | Франк Ачимпонг | Тяньцзінь Теда        | 18   |
| 5   | Дієго Тарделлі | Шаньдун Лунен Тайшань | 18   |